# Arranca
«Arranca» es una canción grabada por la cantante estadounidense Becky G junto al cantante dominicano Omega. Fue lanzada como sencillo a través de Kemosabe Records, RCA Records y Sony Music Latin el 10 de marzo de 2023.

## Video musical
El video musical fue lanzado junto con la canción el 10 de marzo. Fue dirigido por Karla Read y filmado en Boca Chica, República Dominicana. 

## Presentaciones en vivo
Gómez interpretó la canción en vivo por primera vez en el Festival de Música y Artes de Coachella Valley el 14 de abril de 2023.

## Listas
| Lista (2023)                                        | Mejor posición |
| --------------------------------------------------- | -------------- |
| El Salvador (Monitor Latino)                        | 11             |
| Panamá (PRODUCE)                                    | 21             |
| Puerto Rico (Monitor Latino)                        | 18             |
| España (PROMUSICAE)                                 | 24             |
| España (Billboard)                                  | 22             |
| Estados Unidos (Latin Airplay)                      | 29             |
| Estados Unidos Latin Digital Song Sales (Billboard) | 7              |
| Estados Unidos (Latin Rhythm)                       | 12             |
| Estados Unidos (Tropical Airplay)                   | 8              |

## Historial de lanzamientos
| Región | Fecha               | Formato                     | Etiqueta                  | Ref.  |
| ------ | ------------------- | --------------------------- | ------------------------- | ----- |
| Varios | 10 de marzo de 2023 | Descarga digital, streaming | Kemosabe, RCA, Sony Latin | [ 2 ] |